# Delphinium viride
Delphinium viride är en ranunkelväxtart som beskrevs av S. Wats.. Delphinium viride ingår i släktet storriddarsporrar, och familjen ranunkelväxter. Inga underarter finns listade i Catalogue of Life.